# Kasztelania cieszyńska
Kasztelania cieszyńska – kasztelania z siedzibą na zamku (grodzie) w Cieszynie w średniowieczu.

## Historia
23 kwietnia 1155 roku została wystawiona w Rzymie bulla wrocławska przez papieża Hadriana IV dla biskupa Waltera. W niej to pośród grodów kasztelańskich wymieniony został Cieszyn. Z racji strategicznego położenia tego grodu, istniejącego już na tzw. Górze Zamkowej od czasów plemienia Gołęszyców, został siedzibą kasztelana zapewne w okresie wprowadzania takiego systemu administrowania państwem przez pierwszych władców polskich. W 1130 roku weszła w skład dzielnicy śląskiej powierzonej Władysłowi Wygnańcowi przez Bolesława Krzywoustego, w 1172 wydzieliło się z niej księstwo raciborskie w skład którego weszła kasztelania cieszyńska. W 1202 znalazła się w połączonym księstwie opolsko-raciborskim, na uboczu którego pozostawała. Pierwszym znanym kasztelanem był Jan wzmiankowany w dokumencie Kazimierza opolskiego wystawionym 1 sierpnia 1228 roku w Rybniku, był nim do co najmniej 1239 roku. W latach następnych urząd kasztelana cieszyńskiego ulegał okresowym zawieszeniom. Zadaniem cieszyńskich kasztelanów było m.in. pilnowanie granic z Morawami i Górnymi Węgrami (Słowacją). Granica z Morawami została uregulowana w grudniu 1261 na rzece Ostrawica, co potwierdzono w specjalnym dokumencie wystawionym przez nowego króla czeskiego Przemysła Ottokara II. Kolejnym posunięciem mającym chronić ten odcinek granicy było założenie przez Władysława opolskiego klasztoru benedyktynów w Orłowej ok. 1268 roku. Śmierć księcia Władysława w 1281 lub 1282 spowodowała podzielenie księstwa pomiędzy czterech jego synów. Najstarszym z tych braci był Mieszko, który początkowo po śmierci ojca zasiadał w Raciborzu, natomiast najmłodszy z synów Przemko tytułował się panem Oświęcimia. W 1290 lub pod koniec 1289 ci dwaj władcy wymienili między sobą siedziby, przy czym Mieszko zasiadł w Cieszynie obejmując oprócz byłej już kasztelanii cieszyńskiej również oświęcimską, chrzanowską oraz zatorską. W dokumencie z 1290 na liście świadków brak było kasztelana cieszyńskiego, przy równoczesnej obecności kasztelana oświęcimskiego. Natomiast w dokumencie wystawionym przez Mieszka cieszyńskiego w 1297 w Ostrawie na liście świadków wystąpiło kilku kasztelanów, w tym cieszyński imieniem Jan oraz Herman z Ostrawy, przy czym obszar dawnej kasztelanii cieszyńskiej, co nie podlega wątpliwości, nie uległ podziałowi na część cieszyńską i ostrawską. Państwowy urząd kasztelana w Cieszynie szybko okazał się jednak zbędny i na początku XIV wieku zupełnie zanikł, zaś kasztelan ostrawski po raz ostatni wymieniony został w 1332.

## Osadnictwo

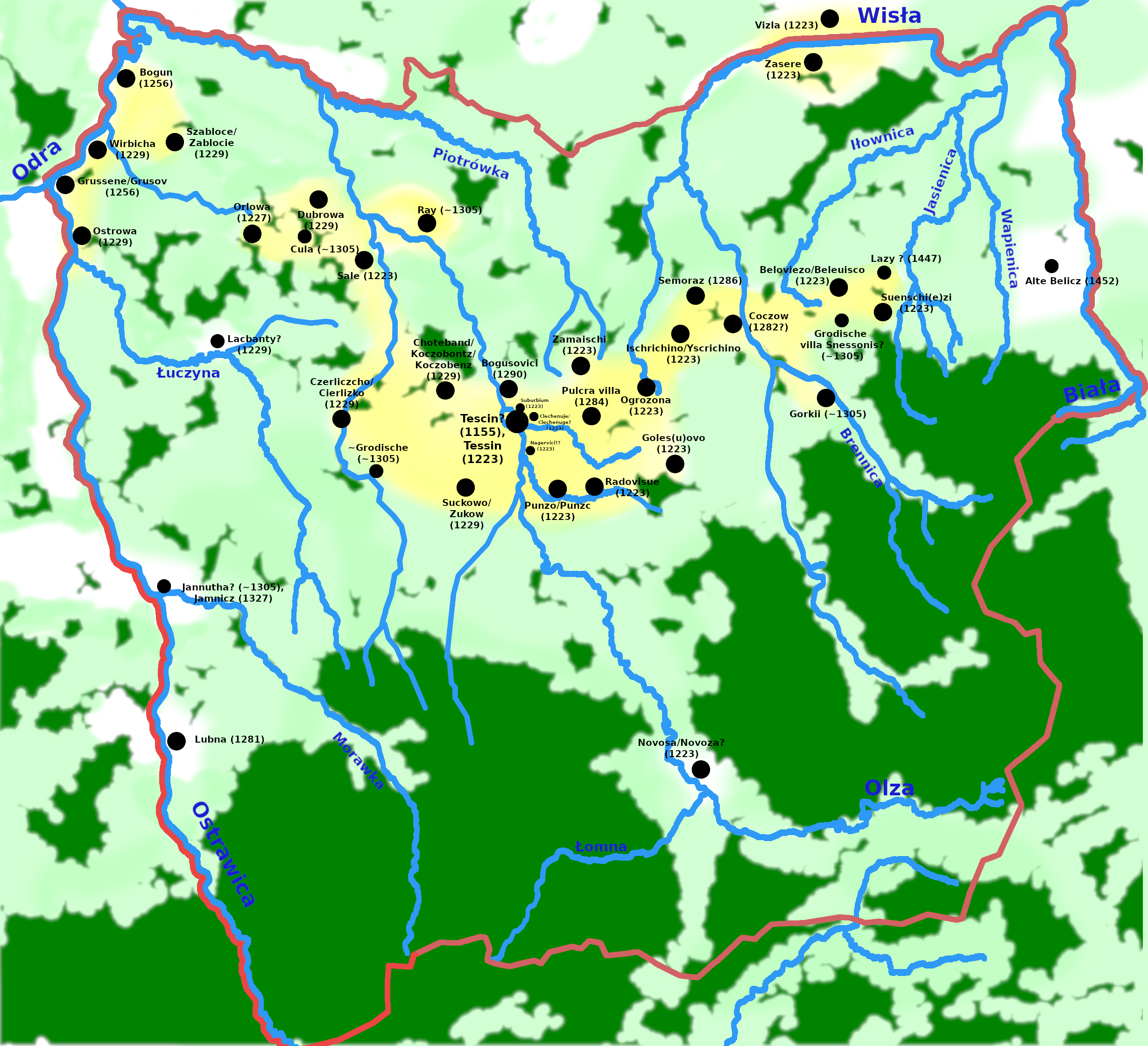
Osadnictwo na obszarze kasztelanii do powstania samodzielnego księstwa

Pierwsze miejscowości na obszarze kasztelanii (poza Cieszynem) ujawniły się w dokumencie biskupa wrocławskiego Wawrzyńca wystawionym dla klasztoru norbertanek z Rybnika w 1223. Były to: Bielowicko, Goleszów, Iskrzyczyn, Nawsie, Ogrodzona, Puńców, Radowice, Solca, Świętoszówka, Wisła (ob. Wisła Wielka i Mała, przed 1290 do regionu pszczyńskiego), Zamarski, Zarzecze, dwie dziś nieznane wsie Nagerwice i Kleczomia (Klechynoga) a oprócz nich wymieniono również przedmieścia Cieszyna (późniejsze Frysztackie Przedmieście). Kolejne wzmianki związane są z benedyktynami, mianowicie w 1227 wzmiankowana jest Orłowa, a w 1229 Cierlicko, Dąbrowa, Kocobędz, Lacbanty (obecnie nieznane), Ostrawa, Wierzbica, Zabłocie i Żuków (ob. Żuków Dolny i Górny). W dokumencie, który uregulował granicę księstwa opolsko-raciborskiego na Ostrawicy po raz pierwszy wymieniono Bogumin i Gruszów. Do 1290 roku wymieniano kolejno miejscowości: Lubno (1281), Skoczów (1282), Krasna (1284), Simoradz (1286). Wśród miejscowości, które ujawniły się później lecz najpewniej istniały w okresie kasztelańskim wymienić można: Górki (Małe) (ok. 1305), Kula (ok. 1305), Łazy (ok. 1447), Raj (ok. 1305), Grodziszcz (ok. 1305), Bielsko (Stare) (1452), Jamnica (Jannutha, ok. 1305, Jamnicz w 1327). W ten sposób na terenie kasztelanii liczba miejscowości wynosiła około czterdzieści.
Pod koniec XIV wieku w dobie usamodzielniania się księstwa na terytorium późniejszego Górnego Śląska trwała wielka akcja osadnicza, tzw. łanowo-czynszowa. Jej zasięg pokazuje dokument Liber fundationis episcopatus Vratislaviensis, z około 1305 roku, który na terenie nowego księstwa wykazuje około 70 po raz pierwszy wzmiankowanych wsi, w większości nowych. Nie wymieniał on jednak np. Boguszowice, na których założenie zezwolił w 1290 książę Mieszko. Nie wymieniał też jeszcze Bielska i Mikuszowic, wzmiankowanych w 1312, na wschodnim krańcu kasztelanii, które dały początek bielskiej wyspie językowej.